# Mot fourre-tout

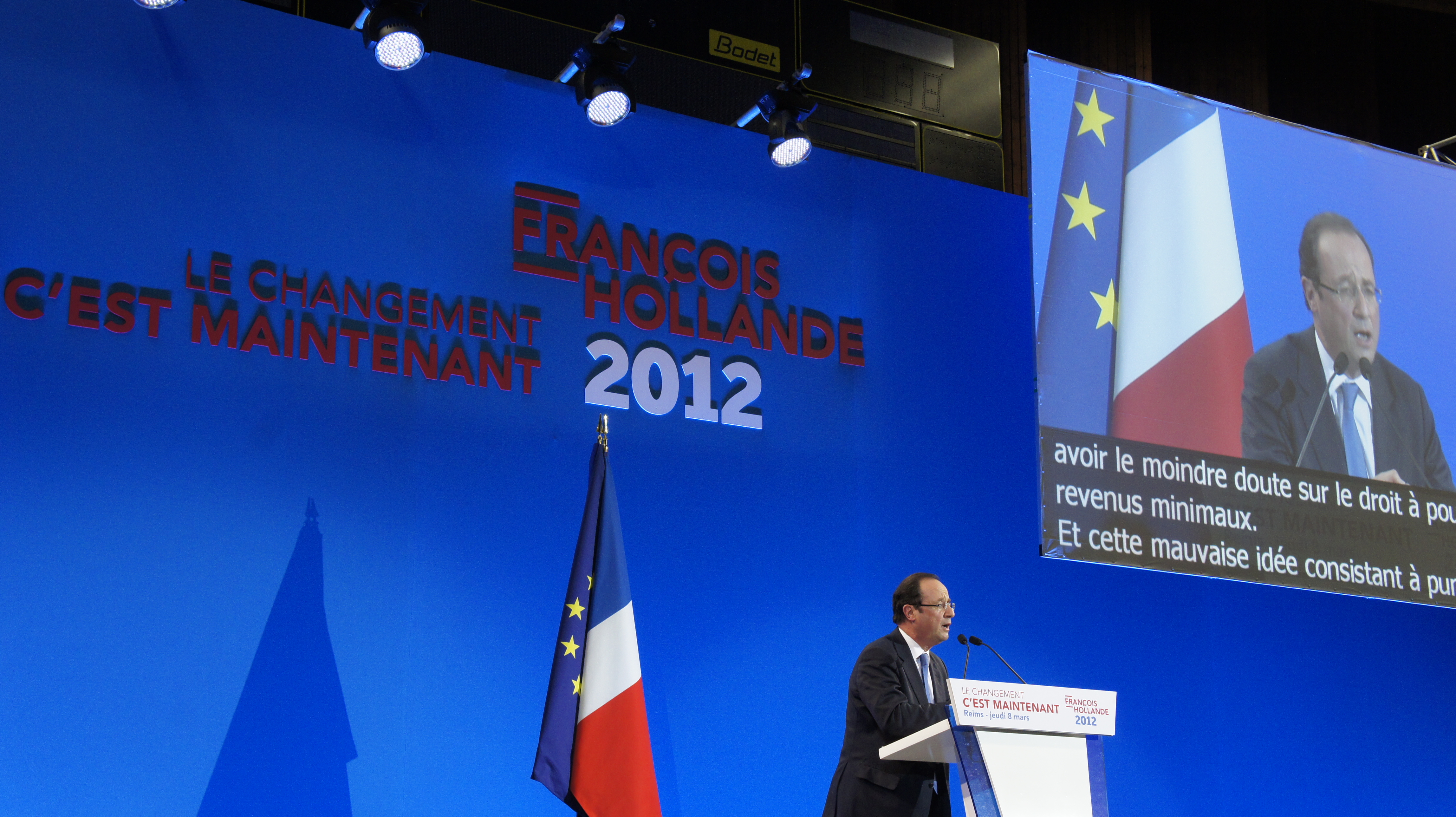
Le mot « changement » est l'un des plus utilisés dans les discours politiques, notamment en phases électorales. Il est caractéristique du phénomène de la politique spectacle. Ici, François Hollande peu avant l'élection présidentielle française de 2012.

Les mots fourre-tout — expression utilisée par analogie avec un fourre-tout, grand sac souple sans compartiment intérieur — sont des termes à la signification floue, polysémique, ambiguë. Lorsqu'ils apparaissent, ils ne sont pas creux ou absurdes mais, à force d'être employés de façon excessive et dans des contextes les plus variés, ils se retrouvent vidés de leur sens, galvaudés : chacun peut leur faire dire ce qu'il veut.
Ils sont à distinguer des buzzwords, mots à la mode, dont la signification est précise (geek, etc) et des anglicismes venus du vocabulaire d'entreprise (brainstorming, deadline, etc)  .
Ils sont également distincts des tics de langage (exemples : les expressions « gagnant-gagnant », « pas de souci », « absolument », « tout à fait »...).

## Origines
Les mots fourre-tout trouvent notamment leur origine chez les politiciens et dans le milieu du management à des fins de propagande, afin de convaincre un auditoire par des moyens purement rhétoriques. Ils sont ensuite repris par les médias puis se répandent dans la vie quotidienne pour généralement devenir des lieux communs.
Certains mots et expressions naissent également dans les discours d'intellectuels. C'est par exemple le cas de « changement de paradigme », « disruption » ou « résilience ».
Des détournements peuvent émerger au sein de la population, en particulier de la jeunesse (il s'agit alors le plus souvent d'adjectifs qualificatifs, par exemple « nul » et « génial »). Des détournements peuvent également avoir cours à des fins polémiques : assez régulièrement des usagers du service public se plaignent d'être « pris en otage » lors de mouvements de grève.
Il est difficile de percevoir la provenance d'un certain nombre de glissements de sens, tels par exemple l'usage du mot « révolution ». Utilisé au XXe siècle pour désigner une succession d'événements survenant soudainement dans un pays et résultant d'un projet politique en vue de renverser le pouvoir établi (Révolution française, Révolution russe...), il l'a été ensuite pour qualifier certaines évolutions sociétales lentes. Les expressions révolution néolithique, révolution industrielle, révolution verte, révolution sexuelle ou révolution numérique sont désormais courantes. Mais au XXIe siècle, on observe que le mot est utilisé dans des contextes les plus divers. [réf. nécessaire]
Autre exemple significatif : le terme « convivialité », qui permettait autrefois de qualifier le niveau de sociabilité d'un groupe, est aujourd'hui utilisé dans une perspective utilitariste : on l'utilise notamment pour désigner la qualité d'une ambiance de travail au sein d'une entreprise à des fins de productivité ainsi que pour évaluer le degré d'interactivité d'un ordinateur.

## Exemples
Les mots fourre-tout peuvent être des adjectifs (exemples : « alternatif », « clivant », « collaboratif », « créatif », « disruptif », « inclusif », « humaniste », « proactif », « progressiste », « stratégique »...), des préfixes (en particulier « post- » : post-industriel, post-moderne, post-humanisme, post-vérité...), des verbes (« acter », « gérer », « impacter », « réagir », « rebondir », « sécuriser »...), des substantifs. 
Exemples de noms et d'expressions  :
- Acteur
- Agriculture intra-urbaine[4]
- Changement
- Changement de paradigme
- Citoyenneté[5]
- Communauté
- Concept
- Conseil[6]
- Contrat
- Convivialité
- Créativité
- Crise[7]
- Culture[8]
- Démarche compétence(s)
- Développement durable[9]
- Diagnostic (partagé)
- Disruption [10]
- Gouvernance[11]
- Humanisme
- Innovation
- Interculturel
- Lanceur d'alerte[12]
- Lien social
- (Changer de) logiciel
- Logique
- Migrant[13],[14]
- Mondialisation[15]
- Opportunité
- (Pris en) otage[16]
- Partenariat
- Process
- Progrès
- Projet
- Proximité
- Radicalisation[17]
- Résilience[18]
- Révolution
- Schizophrène[19]
- Stratégie
- Synergie
- Tiers-lieu
- Transformation numérique
- Transparence[20]
- Ubérisation
- Vivre ensemble[21]
- wokisme

Certains de ces mots résultent de détournement de sens. Le mot « acteur », par exemple, désigne toute personne censée jouer un rôle important dans la vie quotidienne (on parle alors parfois d'acteurs sociaux). Autre exemple : le mot « transparence » renvoie à l'idée que des informations sont accessibles à tous.

## Un cas d'école: «humanisme»

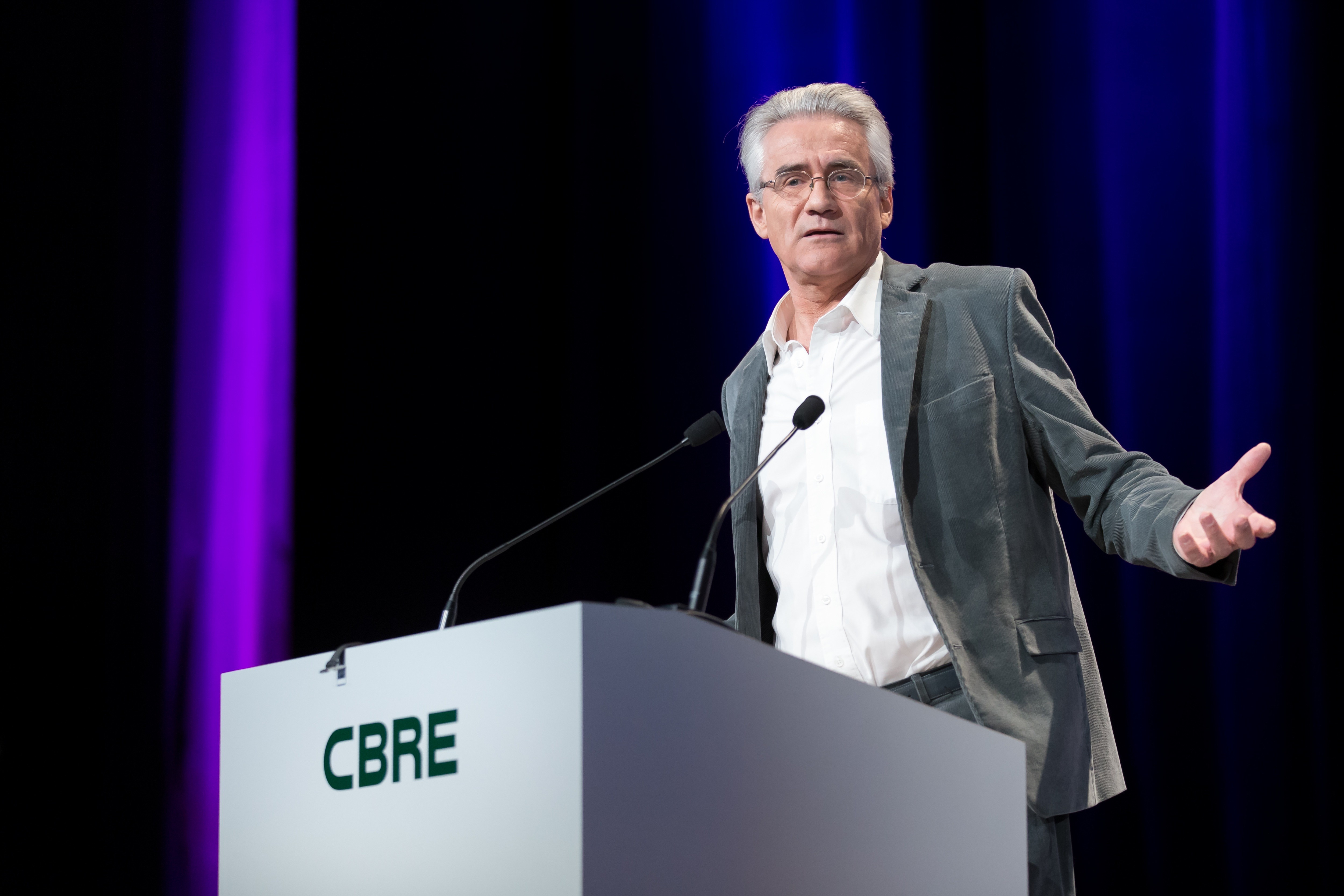
Le philosophe « humaniste » André Comte-Sponville, invité en 2013 par le CBRE, un groupe de conseil en immobilier d'entreprise.

Le mot « humanisme » constitue un exemple particulièrement révélateur ce qu'est un mot fourre-tout. Apparu au XIXe siècle pour désigner une conception du monde caractéristique de  la Renaissance (l'expression « humanisme de la Renaissance » fait partie du vocabulaire usuel), il est utilisé au XXIe siècle dans un très grand nombre de circonstances, au point que sa définition devient problématique.
Il inonde en particulier la sphère politique, au point d'être revendiqué dans des milieux idéologiquement opposés, aussi bien par des grands chefs d'entreprises s'affichant chrétiens[source insuffisante] que par des opposants au système capitaliste se réclamant de l'athéisme[source insuffisante]. 
Certains auteurs avancent que Sylvester Stallone (acteur hollywoodien et adepte du culturisme) est un humaniste, tandis que le philosophe Philippe Lacoue-Labarthe démontre que « le nazisme est un humanisme ».
Alors que l'on associait au XXe siècle la figure de l'humaniste à celle de l'intellectuel désintéressé (Sartre, Camus, Lévy-Strauss, Ricoeur...), certains philosophes trouvent aujourd'hui dans l'usage du mot « humaniste » l'occasion d'exercer un marché lucratif. Régulièrement sollicités par le milieu du grand patronat (Medef, Total, Vivendi, AXA, Dexia, GDF-SUEZ, etc.), les Français Luc Ferry, et André Comte-Sponville,, qui prônent respectivement « l'humanisme de l'amour » et « l'humanisme de la miséricorde », touchent entre 6000 et 8 000 euros par conférence, voire davantage.

## Analyse du phénomène
Interprétant le phénomène des mots à la mode, Jacques Ellul écrit : « Il faut avoir en mémoire cette loi fondamentale : « plus on parle d'une chose, moins elle existe ». Non parce qu'elle s'évanouirait à cause de la parole mais parce que si l'on en parle, c'est pour cacher et voiler son absence. »
Constatant l'usage inconsidéré d'un néologisme dont il est à l'origine, le terme « résilience », Boris Cyrulnik le qualifie de « détournement sémantique » et y voit la conséquence d'« errances conceptuelles » et d'une « pensée paresseuse ». 